# Acasă (film din 2015)
Acasă (titlu original: Home) este un film de animație 3D din anul 2015 produs de DreamWorks Animation și distribuit de 20th Century Fox.